# アイスボックスケーキ
アイスボックスケーキ (アメリカ:icebox cake) 、 チョコレートリップルケーキまたはログ (オーストラリア: chocolate ripple cake or log ) は、クリーム、フルーツ、ナッツ、ウエハースなどからできたケーキ。 よくあるパターンとしては、ナビスコのダークウエハースが用いられる。　

## 歴史
アイスボックスケーキは、シャルロットやトライフルから派生してできたと考えられているが、そのような高価で贅沢な材料が手に入りにくい中流層以下の主婦のために、手軽に作れるデザートをと考案されたものであるとされている。 大衆に膾炙した要因としては、1930年代に、家電製品を扱う企業が、冷蔵庫の販促としてPRしたのが最初である。 1920年だいから30年代にかけてのこのスイーツの高まる人気とともに、様々な企業がコマーシャルを放映したり、コンデンスミルクやウエハースのパッケージの裏側にはレシピが記載されていた。

## 様々なバリエーション

### アメリカ
ナビスコが提供していたレシピでは、まず数枚のウエハースをクリームで固め、丸太状のもの(ログ)を作る。さらに、そのlogを複数作り、横に並べて、その上からウエハースが見えなくなるまでクリームを満遍なく塗る。それを冷蔵庫（アイスボックス）で一晩冷やして固める。さらに、このケーキはクリームが水分を多量に含むため、カットして保存することもできる。その際は、斜め45度位からカットすることにより、クリームとウエハースの織りなす模様を楽しむことができる。
その他のアレンジレシピとしては、（チョコレート）プリンを使ったり、グラハム・クラッカー、バニラウエハースを使ったものや、形も四角形や丸型など様々である。さらに、プリンもチョコレートやバニラなど様々な組み合わせがあったり、スライスしたバナナやパイナップルを間に挟んだりもある。この時、インスタントプリン（俗にいう偽物プリン）を用いても良いが、十分冷やし固まってから使うこと。

### オーストラリア
オーストラリアでは、アーノッツ・ビスケットのチョコレートリップルビスケットを用いるのが一般的であり、チョコレートリップルケーキという名前もここからきている。レシピは、ビスケットを甘いクリームでつつみ、丸太状にして、一晩冷やすというもので、基本はアメリカのバージョンとの際はない。また、刻んだチョレートや、新鮮なイチゴ、擦りおろしたペパーミントクリスプ（ミントの風味の砂糖が入ったチョコレートを添えるパターンもある。

### フィリピン

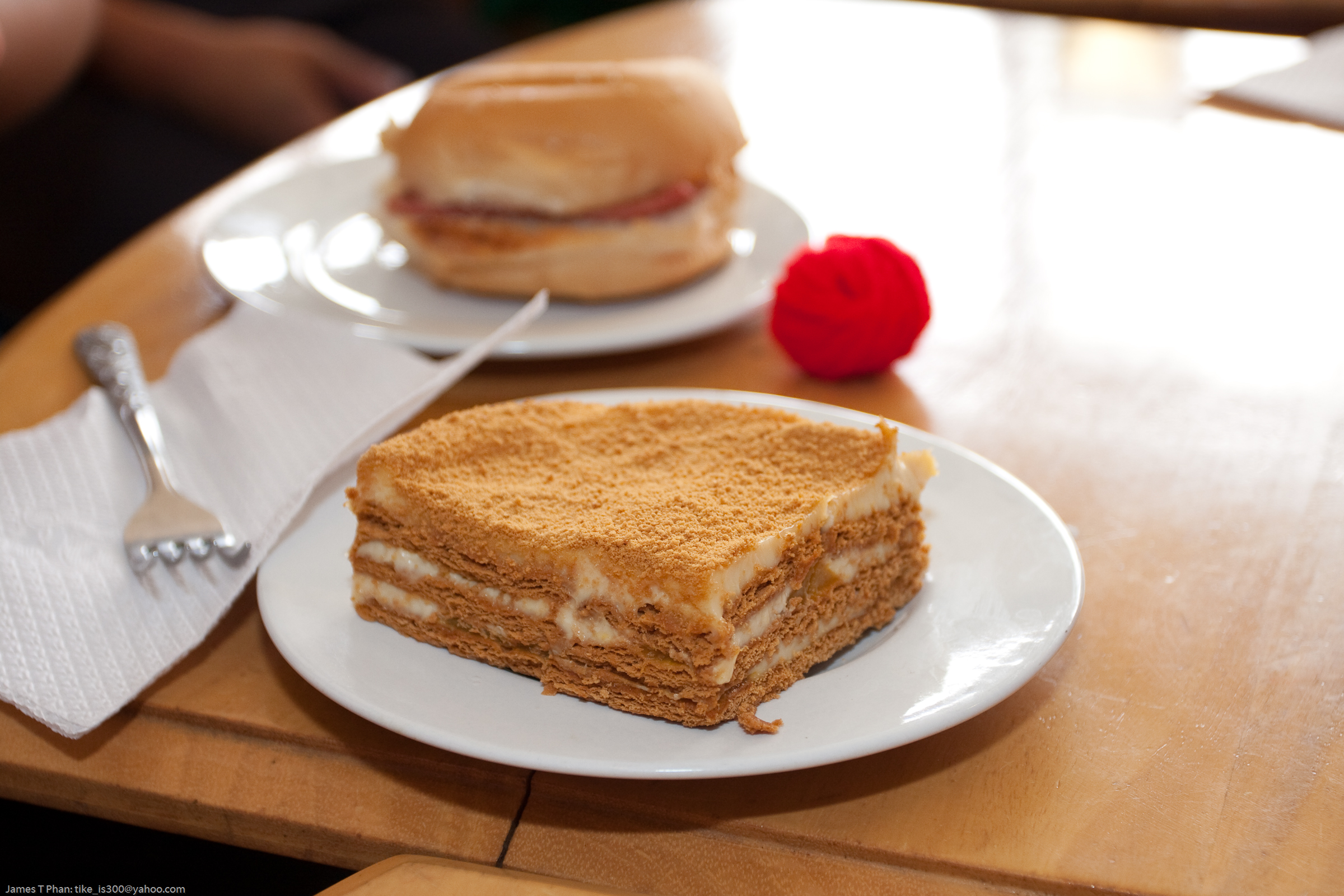
フィリピンでアレンジされた、マンゴーフロート味。クリーム・デ・フルタとも呼ばれる。

フィリピンではマンゴーフロート味 が、クリーム・デ・フルタという名で伝統的に人気である。材料は、グラハムクラッカー、またはビスコッティ・サヴォイアルディをクリーム、コンデンスミルク、新鮮なマンゴーピューレで固める。

### イギリス
イギリスのお茶菓子では、ビスケットケーキという名称で親しまれている。チョコレートビスケットケーキは、エリザベス2世がバッキンガム宮殿でのアフタヌーンティーケーキとして好んでいたほか、ウィリアム王子のグルームズケーキ（欧米の結婚式において、新婦から新郎へと送られるケーキ）として供されたことでも話題を呼んだ。材料としては、固形バター、５４％ダークチョコレート、泡立てた卵１個または練乳が用いられる。 ゴールデンシロップが加えられることもある。最後に、砕いたダイジェスティブビスケットを混ぜ込んで、器に盛りつけ、ドライフルーツや、ナッツ、クルミ、キャンディなどを添えて完成。